# Зеривар
Зеривар (перс. زریوار) — пресноводное озеро в провинции Курдистан на западе Ирана, около 7,5 км от границы с Ираком. Оформлено оно тектоническою активностью западных гор Загроса, у него нет постоянных притоков, и получает воду благодаря осадкам. Озеро имеет поверхность 7,5 км², глубину 12 м и объём 54 млн м³, но приведенные величины могут значительно колебаться в зависимости от времени года.
Средняя высота над уровнем моря составляет 1281 м. Котловина около озера населена примерно сотней тысяч жителей, из которых большинство живёт в городе Мериван. Само озеро располагается в 3 км к северо-западу от этого города. В Зариваре обитают многочисленные растительные и животные виды, и поэтому в 2009 году вместе с прилегающими окрестностями озеро провозглашено заповедником.

## Этимология
Этимологическое происхождение Зеривара основывается на среднеперсидском слове «зери», которая означает «море» и суффиксе «вар», который означает «край, берег». То есть, Зеривар — буквально «край озера», «берег озера». Другие формы гидронима, присутствующие в литературе: Zeribar, Zrevar и Zrebar.

## Мифология
Происхождение озера Зеривар объясняет множество местных легенд, а самая известная среди них похожа на библейскую причу о Содоме из ветхозаветной Книги Бытия. Согласно легенде, на дну современного озера находился древний город с испорченным населением и злым тираном на престоле. Локальный мудрец молился зороастрийскому верховному божеству, чтобы тот положил конец его злодействам, а Ахура-Мазда услышал его молитвы, открыв десятки источников около окрестных гор, которые среди ночи потопили город. Мудрец позднее был похоронен около отрогов восточных гор, где вначале находилось зороастрийское святилище, а потом оно было перестроено в мечеть.

## География
Зеривар располагается на западе Загроса и в тектонической котловине, которая параллельно с горной цепью простирается в направлении с северо-запада на юго-восток и тектонически оформлена в период мезозоя. Котловина с запада ограничена горами Кух-е Качлус (1841 м) и Кух-е Ле-Гуре (1944 м), а с востока — горами Кух-е Кале-Киле-Ковса (1791 м) и Кух-е Ней-Сарана (1815 м).
Средняя высота озера над уровнем моря составляет 1281 м, но в зависимости от времени года может колебаться на ± 3,0 метра. Форма Зеривара — выгнута в направлению к востоку, его длина приблизительно 5 км, а самая большая ширина — 2,0 км. Площадь озера колеблется от 7,2 до 7,5 км²., а включая примыкающий влажный район — охватывает 32,92 км². Населённые пункты, кроме Меривана, включают в себя села Кани-Санан, Даре-Тефи, Пир-Сафа, Кани-Сепике и Янгийе на восточном берегу.

## Гидрология
В самом широком смысле закрытый бассейн озера ограничен водоразделами на верхах окрестных гор, и его площадь составляет 108,27 км². Зеривар специфичен по тому, что не имеет притоков на поверхности, а водою его питают десятки источников около окрестных гор, а также осадки. В районе преобладает бореальный климат с холодными зимами, когда поверхность озера иногда покрывается льдом. Среднее количество осадков — 768 мм, относительная важность воздуха — 58 %, а уровень испаряемости — 1900 мм в году. Максимальный объём озера — 54 млн м³. Поздним летом количество воды сокращается до 19 млн м³, а самая большая глубина, достигающая 12 м, сокращается в два раза. Из-за опасности от наводнений в XX веке на южной стороне озера (к Меривану) возведена насыпь, а на северной стороне — прокопан канал до реки Кизилче-Су, которая принадлежит бассейну Персидского залива. Использование этого канала для орошения вызвало беспокойство специалистов по защите окружающей среды, которые говорят, что оно разрушает осадочные породы, имеющие ключевое значение для сохранения всей локальной экосистемы.

## Флора и фауна
Вокруг Зеривара и в самом озере растет достаточно много растений. Например, на влажном дне по берегам и в болоте можно найти: обычный тростник, рогоз, ситник, сусак зонтичный, осоку. Самый главный фактор формирования растений — это природный гидрологический цикл с колеблющимся уровнем воды, который положительно влияет на биоразнообразие и динамично обогащает экосистему. Горные склоны вокруг озера и болото имеют похожие геоботанические характеристики с остальной частью северного Загроса, а ключевые факторы для формирования растений — достаточно высокая влажность воздуха и относительно большое количество осадков. На склонах преобладают дубовые леса, а другие виды деревьев включают платан, ясень, орех, боярышник, миндальное дерево, черешню и дикое грушевое дерево, яблоню и фисташковое дерево.
Рыбы, обитающие в озере — карп, золотая рыбка, белый амур, белый толстолобик.
Среди птиц можно отметить: чомгу, большого баклана, серую цаплю, дикую утку, белощёкую болотную крачку. Животные: евразийская выдра, камышовый кот, вепрь.